# Илавида
Илавида или Идавида (также известная как Деваварнини) — персонаж Рамаяны и индийской мифологии, мачеха Раваны и первая жена Вишравы. Вишрава был сыном Пуластьи и внуком Брахмы, создателя вселенной.
Дочь риши Бхарадваджи и сестра риши Гарги, а также сводная сестра гуру Дроны, Илавида была выдана замуж за риши Вишраву и родила ему сына Куберу, который в конечном итоге стал царём Ланки.
Согласно Бхагавата-пуране, она дочь царя Тринабинду, потомка Вайвасвата Ману и Аламбуши. Среди её братьев и сестер Висала, Дхумракету и Суньябандху.
Вишрава покинул Илавиду после того, как встретил и влюбился в принцессу асуров, Кайкеси, дочь короля Сумали и королевы Кетумати. От Вишравы Кайкеси родила Равану, Кумбхакарну, Шурпанакху и Вибхишану.
Когда Равана вторгся на Ланку и узурпировал трон своего старшего брата Куберы, возмущенный Вишрава покинул свою семью демолнов и вновь вернулся к Илавиде, решив больше никогда не увидеть Кайкеси или её потомство. Кубера сбежал в Сваргу (Небеса), где Индра, царь Дэвов, поручил ему управлять своей сокровищницей. Именно поэтому Кубера известен среди индуистов не как бывший царь Ланки, а бог сокровищ.